# Eddy Seigneur
Eddy Seigneur (nacido el 15 de febrero de 1969 en Beauvais) es un exciclista, profesional entre los años 1992 y 2005, durante los cuales logró 30 victorias.
Destacaba fundamentalmente como rodador en perfiles llanos, y en la lucha contrarreloj. Entre sus principales logros se encuentran cuatro títulos nacionales contrarreloj y uno en ruta, y la victoria en la última etapa del Tour de Francia 1994, en los Campos Elíseos.
En 2013 se convirtió en uno de los directores deportivos del nuevo equipo suizo IAM Cycling.

## Palmarés
| 1989 (como amateur) - Ronde de l'Oise 1990 - Gran Premio de la Ville de Nogent-sur-Oise 1991 - 2 etapas del Tour de Poitou-Charentes 1992 - 1 etapa del Tour del Porvenir 1993 - GP de la Villa de Rennes - 1 etapa de los Cuatro días de Dunkerque - 2 etapas del Tour del Porvenir 1994 - 1 etapa del Tour de Francia - Cuatro días de Dunkerque, más 1 etapa - 1 etapa del Tour del Porvenir 1995 - Campeonato de Francia en Ruta - 1 etapa del Circuito de la Sarthe - Trio Normand | 1996 - Campeonato de Francia Contrarreloj - Tour de Poitou-Charentes, más 1 etapa 1997 - Circuit des Mines, más 1 etapa 2000 - 2.º en el Campeonato de Francia Contrarreloj 2001 - 3.º en el Campeonato de Francia Contrarreloj - 1 etapa del Circuit des Mines 2002 - Campeonato de Francia Contrarreloj 2003 - Campeonato de Francia Contrarreloj - 2 etapas de la Vuelta al Alentejo 2004 - Campeonato de Francia Contrarreloj - Dúo Normando, haciendo pareja con Frédéric Finot |